# EGR3
EGR3‏ (Early growth response 3) هوَ بروتين يُشَفر بواسطة جين EGR3 في الإنسان.